# Hektor von Watt
Hektor von Watt (* um 1420 in St. Gallen; † 1474 ebenda) war ein Schweizer Kaufmann und Bürgermeister von St. Gallen (Schweiz).

## Leben
Hektor von Watt wurde als Sohn von Hug von Watt (* um 1385 in St. Gallen; † 1460/61 ebenda), bedeutender Kaufmann und einer der reichsten Bürger St. Gallens im 15. Jahrhundert, und dessen Ehefrau Elisabeth Nostler geboren. Seine Geschwister waren:
- Margareta von Watt (* unbekannt; † 14. Oktober 1489), verheiratet in erster Ehe mit Heinrich Miles und in zweiter Ehe mit Heinrich Üsikon (* unbekannt; † 22. Juli 1443)
- Leonhard von Watt (* unbekannt; † 28. Dezember 1520 in St. Gallen), verheiratet mit Magdalena (* 1459 in St. Gallen; † 19. März 1524 ebenda), Tochter des Ulrich Thalmann (* unbekannt; † 1502), sein Sohn war Joachim Vadian
- Georg von Watt
- Hektor (II) von Watt
- Hugo von Watt
- Elisabeth von Watt[1], trat 1500 in das Katharinen-Kloster ein

Er war Kaufmann in St. Gallen und erwarb sein grosses Vermögen vermutlich durch seine Beteiligungen an Handelsgeschäften.
In der Zeit von 1460 bis 1474 war er, abwechselnd mit Georg Gmünder, Hans Schurff und Othmar Schlaipfer, im Dreijahresturnus Amtsbürgermeister, Altbürgermeister und Reichsvogt in der Stadt St. Gallen, weiterhin übernahm er die Funktion als Siebner (Siebnergericht: erst- und zweitinstanzliche Rechtsprechung in Zivil- und Streitfällen) und war Mitglied des verhörrichterlichen Kollegiums.
Hektor von Watt war in erster Ehe mit Katharina, Tochter des Johannes Bösch (* unbekannt; † 1445), verheiratet. Von den Kindern sind namentlich Hans und Hugo von Watt bekannt.
In zweiter Ehe war er mit Fides, Nachname unbekannt, verheiratet.

## Mitgliedschaften
Er war Mitglied der Gesellschaft zum Notenstein.